# Sichuania alterniloba
Sichuania alterniloba là một loài thực vật có hoa trong họ La bố ma. Loài này được M.E. Gilbert & P.T. Li miêu tả khoa học đầu tiên năm 1995.
Khi chi Sichuania được gộp trong chi Cynanchum nghĩa rộng thì danh pháp của loài này là Cynanchum alternilobum (M.G.Gilbert & P.T.Li) Liede & Khanum, 2016.